# 劉揆一
劉 揆一（りゅう きいつ／りゅう きいち）は、清末、中華民国の政治家・革命家。清末の革命派の人士である。字は霖生。祖籍は湖南省衡陽府衡山県。

## 事績

### 清末の活動
父は湘軍の郷勇。劉揆一は、初め長沙嶽麓書院に学び、1903年（光緒29年）春より日本に留学して弘文学院速成師範科に入学した。このとき黄興と交友を結び、「拒露義勇隊」に参加する。同年末に長沙に戻り、黄興等と共に華興会設立に参加して、副会長に就任する。翌年長沙起義を計画したが、清朝当局に事前に情報が漏洩し日本に亡命している。
1905年（光緒31年）に、東京で孫文（孫中山）が中国同盟会を組織すると、黄興はこれに加わった。しかし劉は異議を唱え、創立当初は参加を拒否した。1907年（光緒33年）1月、ようやく劉は同盟会に加入し、東京本部で庶務幹事を担当した。後に、陶成章・李燮和らが孫文排斥活動を企むと、劉は黄らとともにこれを退けた。1911年（宣統3年）10月、辛亥革命が勃発すると、劉は帰国して湖北軍政府に加わり、清軍に対峙している。

### 民初の活動
中華民国成立後は、劉揆一は袁世凱への接近を図るようになる。1912年（民国元年）8月、陸徴祥内閣の工商総長に就任した。この際、中国同盟会からの離脱を宣言したが、9月の趙秉鈞内閣で宋教仁率いる国民党に復帰している。
翌年3月の宋教仁暗殺後、劉揆一は反袁派に参加しようとした。しかし、孫文・黄興からその反復を嫌悪され、参加を事実上拒絶されてしまう。そのため、劉は北京に留まって袁を支持した。ところが、工商部が私的に外債を借りたことが明るみに出てしまう。7月、劉はその責任をとらされ、工商総長を辞任に追い込まれた。
袁世凱が皇帝即位を目論むと、劉揆一はこれに反対の論陣を張る。護国戦争が勃発すると、護国軍を支持した。その後も政治活動を続けたが、南北双方で重要な地位は得られず、国民政府成立後は完全に政界から引退してしまう。以後、在野にあって『黄興伝記』を出版したり、あるいは中国国民党党史編纂委員会纂修をつとめたりしている。1933年（民国22年）、一時的ながら蔣介石から行政院顧問として招聘された。しかし、劉揆一が呈した聯共的言論は蔣に嫌悪され、翌年に罷免されてしまった。
中華人民共和国成立後も劉揆一は大陸に留まる。湖南省軍政委員会顧問として任用された。1950年11月1日、故郷の湘潭にて病没。享年73（満71歳）。